# La danza de araña
La danza de araña es el segundo álbum de la banda española de rock Buenas Noches Rose.
Fue publicado por la multinacional BMG-Ariola en 1997 pero la escasa promoción que la misma le proporcionó al lanzamiento influyó para que apenas se vendieran 3500 copias del mismo.

## Lista de canciones
1. La araña
2. Espíritu de la carretera
3. Rosa I
4. Madre
5. Marrón
6. Campanilla
7. No me importa morir descuartizando en tus manos estimada hermana (presidenta) (pero)
8. Rosa II
9. Hombre de arena
10. La bruja
11. Dulce rocanrrol